# 붓꼬리숲쥐
붓꼬리숲쥐(Neotoma cinerea)는 비단털쥐과에 속하는 설치류의 일종이다. 캐나다와 미국에서 발견된다. 자연 서식지는 한대 숲과 온대 숲, 건조 사바나 지역, 온대 관목 지대, 온대 초원 지대이다.

## 특징
크고 둥근 귀와 긴 붓꼬리가 붓꼬리숲쥐를 구별할 수 있는 특징이다. 보통 갈색을 띠며, 검은 털이 흩뿌려져 덮여 있고, 하체와 발은 희다. 머리 쪽은 담황색부터 거의 검은색까지 다양하게 띤다. 꼬리는 다람쥐처럼 붓꼬리 형태를 띠며, 꼬리 기저부부터 끝까지 편평하다. 숲쥐는 잘 오르는 동물이며, 날카로운 발톱을 갖고 있다. 기어 오르거나 도약할 때 긴 꼬리를 사용하여 균형을 잡고, 보온에도 도움이 된다. 성적 이형의 특징을 보이며, 평균적으로 암컷 보다 수컷이 약 50% 정도 크다. 성체의 몸길이는 약 28~46cm이고, 꼬리 길이는 몸길이의 절반 정도읻. 몸무게는 최대 590g이다. 붓꼬리숲쥐는 숲쥐 종들 중에서 가장 크고 추위에 가장 잘 견디는 종이다.

## 분포
붓꼬리숲쥐는 북아메리카 서부에서 발견되며, 캐나다 북극 지역부터 아래로 애리조나주 북부와 뉴멕시코주까지, 그리고 동쪽 멀리 노스다코타주와 사우스다코타주의 서부 지역과 네브래스카주까지 분포한다.